# Gedenknaald Sappemeer
De gedenknaald in de Nederlandse plaats Sappemeer is een monument ter nagedachtenis aan slachtoffers van de Tweede Wereldoorlog.

## Beschrijving
Het oorlogsmonument werd ontworpen door Nico Bulder en in 1948 opgericht in het Prinses Margrietpark. Hij ontwierp een zandstenen gedenknaald van zeven blokken hoog, bekroond door een gietijzeren windroos. Het monument staat op een vierkante stenen plaat. Het vierkante blok net boven het basement is iets groter is dan de andere blokken. Hierop zijn twee opschriften vermeld: 

VAN DE
LEVENDEN
VOOR DE
DODEN

 en 

GEMEENTE
SAPPEMEER
1940
1945

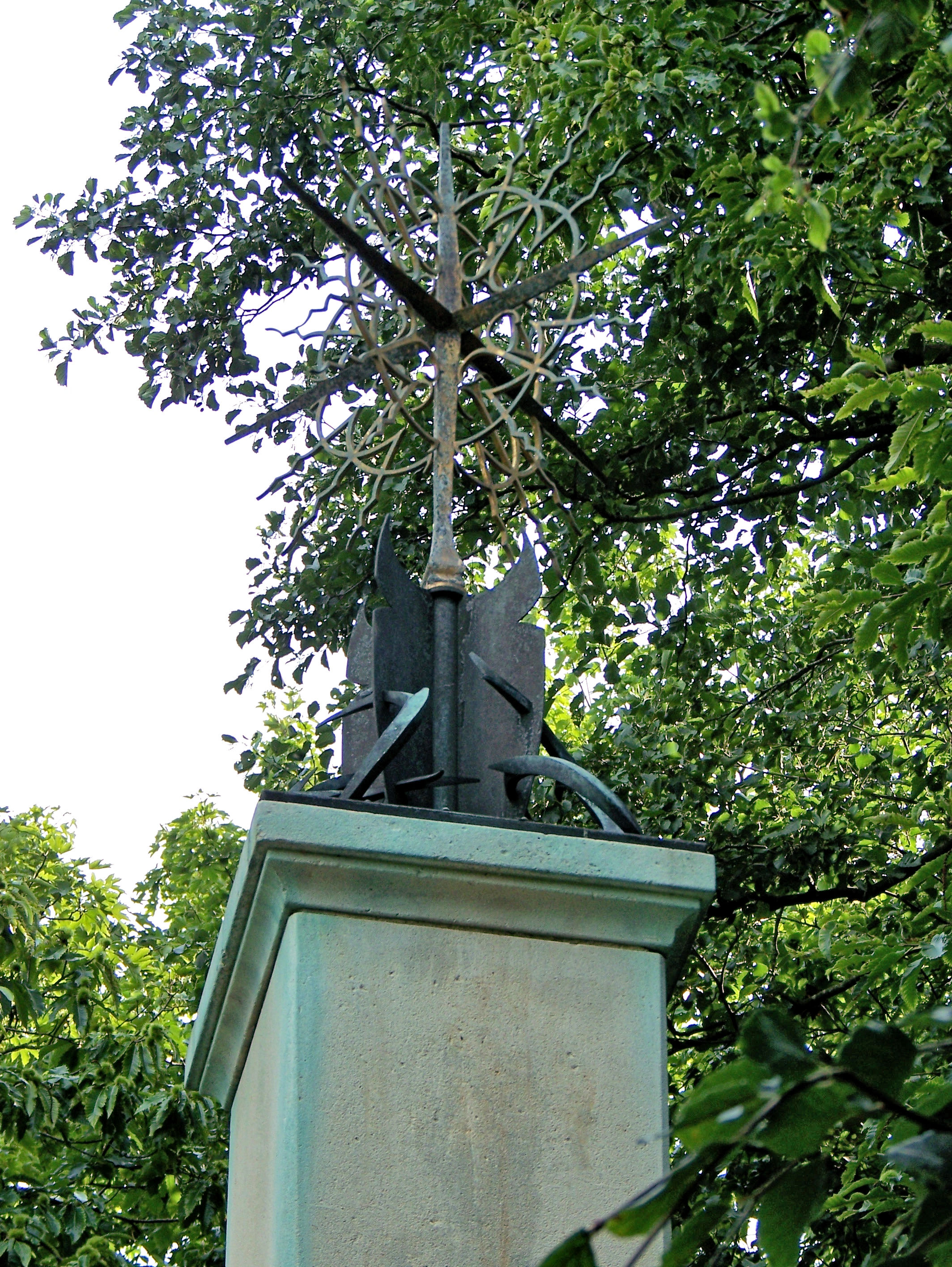
Detail

Sappemeer was destijds nog een zelfstandige gemeente, in 1949 volgde de samenvoeging met Hoogezand. Bij de jaarlijkse Nationale Dodenherdenking vindt een herdenking bij het monument plaats, waarbij bloemen en kransen worden gelegd.